# 9
 Тази статия е за деветата година от новата ера.  За числото девет вижте 9 (число).  За други значения вижте 9 (пояснение).
9 (девета) година е обикновена година, започваща във вторник по юлианския календар.

## Събития

### В Римската империя
- Консули са Гай Попей Сабин и Квинт Сулпиций Камерин.
- Суфектконсули стават Квинт Попей Секундус и Марк Папий Мутил.
- Панонското въстание е потушено.[1]
- Приет е Lex Papia Poppaea, който цели да укрепи брачната институция чрез мерки за насърчаване на ергените, вдовиците, вдовците и неженените и т.н. да сключат брак и предоставяне на парични поощрения за хора с големи семейства.[2]
- Септември: Битка в Тевтобургската гора. Три римски легиона предвождани от Квинтилий Вар са напълно унищожени, а контролът над териториите на изток от река Рейн е загубен.[2]
- Тиберий е изпратен спешно да подсигури отбраната по Рейн.[3]

## Родени
- 17 ноември – Веспасиан, римски император († 79)

## Починали
- Марк Целий – центурион в XVIII легион (* 45 пр.н.е.)
- Публий Квинтилий Вар, легат на Магна Германия (* 47 или 46 пр.н.е.)